# President de la Kenésset
El President de la Kenésset (en hebreu: ראש הכנסת, Rosh HaKnesset) és l'oficial que presideix la Kenésset, la cambra unicameral de la legislatura d'Israel. El President o portaveu de la Kenésset també pot assumir el càrrec de President d'Israel quan el President està incapacitat. L'actual portaveu és el jueu Yuli-Yoel Edelstein. Fins a la data d'avui, Nahum Nir és l'únic portaveu de la Kenésset que no pertany al partit del Govern, malgrat que en dues ocasions (Avraham Burg i Reuven Rivlin) el partit del portaveu (Un Israel i el Likkud respectivament) han perdut el poder durant el seu mandat.

## Llista de Presidents de la Kenésset
| Portaveu | Portaveu   | Portaveu                                         | Portaveu               | Portaveu               | Portaveu            | Portaveu           |
| -------- | ---------- | ------------------------------------------------ | ---------------------- | ---------------------- | ------------------- | ------------------ |
| No.      | Fotografia | Nom                                              | Data de inici          | Data final             | Partit polític      | Legislatura        |
| 1        |            | Yosef Sprinzak יוסף שפרינצק (1885-1959)          | 14 de febrer de 1949   | 28 de gener de 1959    | Mapai               | I, II, III         |
| 2        |            | Nahum Nir נחום ניר (1884–1968)                   | 2 de març de 1959      | 30 de novembre de 1959 | Ahdut ha-Avodà      | III                |
| 3        |            | Kadish Luz קדיש לוז (1895-1972)                  | 30 de novembre de 1959 | 17 de novembre de 1969 | Mapai / L'Alineació | IV, V, VI          |
| 4        |            | Reuven Barkat ראובן ברקת (1906–1972)             | 17 de novembre de 1969 | 5 d'abril de 1972      | L'Alineació         | VII                |
| 5        |            | Yisrael Yeshayahu ישראל ישעיהו שרעבי (1908–1979) | 9 de maig de 1972      | 13 de juny de 1977     | L'Alineació         | VII, VIII          |
| 6        |            | Yitshaq Xamir יצחק שמיר (1915–2012)              | 13 de juny de 1977     | 10 de març de 1980     | Likkud              | IX                 |
| 7        |            | Yitzhak Berman יצחק ברמן (1913–2013)             | 12 de març de 1980     | 20 de juliol de 1981   | Likkud              | IX                 |
| 8        |            | Menachem Savidor מנחם סבידור (1917–1988)         | 20 de juliol de 1981   | 13 d'agost de 1984     | Likkud              | X                  |
| 9        |            | Shlomo Hillel שלמה הלל (1923–)                   | 11 de setembre de 1984 | 20 de novembre de 1988 | L'Alineació         | XI                 |
| 10       |            | Dov Shilansky דב שילנסקי (1924–2010)             | 21 de novembre de 1988 | 13 de juliol de 1992   | Likkud              | XII                |
| 11       |            | Shevah Weiss שבח וייס (1935–)                    | 13 de juliol de 1992   | 24 de juny de 1996     | Partit Laborista    | XIII               |
| 12       |            | Dan Tichon דן תיכון (1937–)                      | 24 de juny de 1996     | 7 de juny de 1999      | Likkud              | XIV                |
| 13       |            | Avraham Burg אברהם בורג (1955–)                  | 6 de juliol de 1999    | 17 de febrer de 2003   | Partit Laborista    | XV                 |
| 14       |            | Reuven Rivlin ראובן ריבלין (1939–)               | 19 de febrer de 2003   | 4 de maig de 2006      | Likkud              | XVI                |
| 15       |            | Dàlia Itzik דליה איציק (1952–)                   | 4 de maig de 2006      | 30 de març de 2009     | Kadima              | XVII               |
| (14)     |            | Reuven Rivlin ראובן ריבלין (1939–)               | 30 de març de 2009     | 5 de febrer de 2013    | Likkud              | XVIII              |
| 16       |            | Yuli-Yoel Edelstein יולי-יואל אדלשטיין (1958–)   | 18 de març de 2013     | 25 de març de 2020     | Likkud              | XIX, XX, XXI, XXII |
| 17       |            | Benny Gantz בני גנץ (1959–)                      | 26 de març de 2020     | 17 de maig de 2020     | Blau i Blanc        | XXIII              |
| 18       |            | Yariv Levin יריב לוין (1969–)                    | 17 de maig de 2020     | 13 de juny de 2021     | Likkud              | XXIII              |
| 19       |            | Mickey Levy מִיכָאֵל "מִיקִי" לֵוִי (1951-)             | 13 de juny de 2021     | 13 de desembre de 2022 | Yeix Atid           | XXIV               |
| (18)     |            | Yariv Levin יריב לוין (1969–)                    | 13 de desembre de 2022 | 29 de desembre de 2022 | Likkud              | XXV                |
| 20       | \|         | Amir Ohana אמיר אוחנה (1976–)                    | 29 de desembre de 2022 | -                      | Likkud              | XXV                |

### Paleta de colors
|  | Mapai / Ahdut ha-Avodà / L'Alineació / Partit Laborista |  | Likkud |  | Kadima |  | Blau i Blanc |  | Yeix Atid |